# Сёку нихонги
Сёку нихонги (яп. 続日本紀 — продолжение Анналов Японии) — японский исторический трактат, повествующий о 95-летнем периоде японской истории, начиная с правления императора Момму (правил в 697—707 годах), и заканчивая правлением императора Камму (781—806). «Сёку нихонги» является продолжением хроники «Нихон Сёки». Хроника была создана в период Хэйан и подготовлена в 797 году Фудзиварой-но Цугутадой, правым министром императора Камму. Анналы написаны на классическом китайском языке и содержат 40 свитков (томов).
«Сёку нихонги» является важным историческим источником о последних годах эпохи Нара. Наряду с «Нихон Сёки» входит в состав Риккокуси (яп. 六国史) — «шести историй нации».